# Tit Estatili Taure (cònsol any 11)
Tit Estacili Taure (en llatí: Titus Statilius Taurus) va ser un magistrat romà del segle i.
Va ser nomenat cònsol l'any 11 juntament amb Marc Emili Lèpid. Va ser probablement fill de Cornèlia Sisenna, casada amb Estacili Taure, general d'Octavi August l'any 37 aC, cònsol el 26 aC i prefecte urbà a Roma del 16 fins al 10 aC.
Es va casar amb Valèria Messal·lina, la filla de Marc Valeri Messal·la Corví. Varen tenir un fill anomenat també Tit Estatili Taure, que va ser fet cònsol ordinari l'any 44, i un altre, anomenat Taure Estatili Corví, elegit cònsol l'any següent, el 45.